# Hậu kỳ Trung Cổ

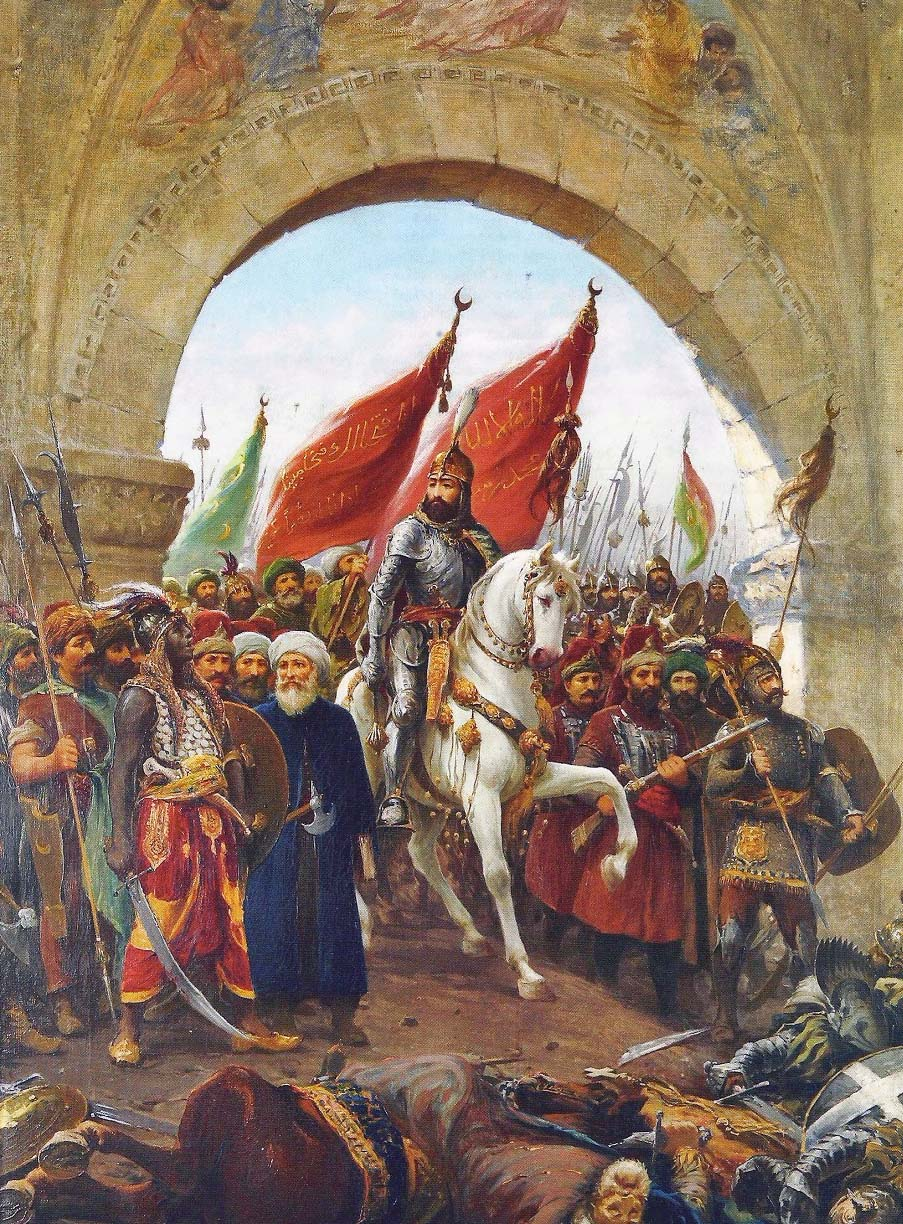
Sự sụp đổ của Constantinopolis, Trong hình là Mehmed II đang dẫn quân tiến vào thành. Tranh của Fausto Zonaro.

Hậu kỳ Trung Cổ hay Giai đoạn cuối Trung Cổ (tiếng Anh: Late Middle Ages) là một thời kỳ lịch sử của châu Âu kéo dài trong hai thế kỷ 14 và 15 (năm 1300-1500). Trước nó là giai đoạn giữa Trung Cổ và sau nó là Thời kỳ cận đại.
Từ khoảng năm 1300, sự thịnh vượng và phát triển của châu Âu trong nhiều thế kỷ đã bị dừng lại. Một chuỗi những trận dịch bệnh (như Cái chết Đen) và nạn đói (như nạn đói lớn 1315-1317) đã làm giảm đáng kể dân số châu Âu. Song song với sự sụt giảm dân số là sự lộn xộn trong xã hội và những cuộc chiến tranh vùng miền xảy ra liên miên, điển hình như cuộc Chiến tranh Trăm năm giữa hai nước Anh và Pháp. Một vấn đề khác là cuộc ly giáo phía Tây đã phá vỡ sự thống nhất của Giáo hội. Gộp chung lại, tất cả những sự kiện trên đôi khi được gọi là Cuộc khủng hoảng của giai đoạn cuối Trung Cổ.
Bất chấp các cuộc khủng hoảng, thế kỷ 14 là một thời đại của những sự phát triển trong các ngành khoa học và nghệ thuật. Sự quay trở lại với nền văn hóa Hy Lạp-La Mã cổ đại đã đưa đến cuộc Phục Hưng Italy, được xem là mở đầu cho thời kỳ Phục Hưng trên toàn châu Âu. Một trong những nguyên nhân của chuyện này là do sau khi thành phố Constantinopolis bị Đế chế Ottoman đánh chiếm, các học giả Byzantine đã chạy sang Italy trú ẩn và mang theo nhiều tài liệu quý giá được viết bằng tiếng Hy Lạp.
Kết hợp với dòng chảy tràn vào của các tư tưởng cổ đại là sự phát minh ra ngành in ấn, giúp cho việc sao lưu các tài liệu và dân chủ hóa kiến thức. Chính những điều này đã dẫn đến phong trào Cải cách Kháng Cách. Vào cuối thời kỳ này, một kỷ nguyên của sự thám hiểm được bắt đầu. Sự bành trướng của Đế chế Ottoman đã ngăn chặn tuyến đường giao thương với phương Đông, vì thế nên những người châu Âu phải đi tìm một con đường khác. Kết quả của chuyện này là cuộc khám phá châu Mỹ của Christopher Columbus và chuyến hải hành vòng qua châu Phi để tới Ấn Độ của Vasco da Gama. Những cuộc khám phá này đã khiến kinh tế của các nước châu Âu trở nên hùng mạnh trong những năm sau đó.
Những sự thay đổi được đưa tới bởi các tiến bộ này khiến nhiều học giả nhìn nhận rằng chúng đã dẫn đến kết thúc của thời Trung Cổ, và là sự mở đầu của thế giới hiện đại. Mặc dù vậy, nhiều học giả khác cho rằng sự phân chia này chỉ là áp đặt. Quan điểm của họ là những kiến thức cổ đại chưa bao giờ mất hẳn ở châu Âu, nên phải có một sự liên tục nhất định giữa Thời Cổ đại và Thời Hiện đại. Có những học giả ở Italy bỏ qua giai đoạn cuối Trung Cổ mà xem thế kỷ 14 như là bước quá độ trực tiếp lên Thời Hiện đại.

## Các sự kiện lịch sử
Ranh giới của châu Âu Công giáo tiếp tục có những biến chuyển trong thế kỷ 14 và 15. Đại Công tước Moscow bắt đầu nổi dậy chống lại người Mông Cổ và các vương quốc Công giáo hoàn tất quá trình Reconquista ở bán đảo Iberia, thế nhưng bán đảo Balkan lại rơi vào tay Đế chế Ottoman. Trong cùng lúc đó, các quốc gia còn lại trên lục địa phải đối phó với nhiều cuộc xung đột cả trong và ngoài nước.
Tình hình này dẫn đến sự phát triển vững chắc của chính quyền trung ương và sự nổi lên của thể chế nhà nước quốc gia. Những đòi hỏi về tài chính dành cho chiến tranh đã dẫn tới việc tăng thuế, và kết quả của chuyện này là sự xuất hiện của các đoàn hội đại diện, tiêu biểu như Quốc hội Anh. Quyền lực của Giáo hoàng suy yếu cùng với cuộc ly giáo phía Tây và phong trào Cải cách Kháng Cách cũng góp thêm phần vào sự phát triển của chính quyền thế tục.

### Scandinavia
Sau một nỗ lực hợp nhất Thụy Điển và Na Uy từ 1319-1365, liên minh Kalmar của các nước Bắc Âu được ra đời vào năm 1397. Ba vương quốc Đan Mạch, Na Uy và Thụy Điển nằm dưới quyền cai trị của một quốc vương duy nhất. Người Thụy Điển miễn cưỡng tham gia vào một liên minh do người Đan Mạch chiếm ưu thế. Nhằm khuất phục người Thụy Điển, vua Christan II của Đan Mạch đã giết hại một loạt các quý tộc Thụy Điển trong vụ thảm sát Stockholm vào năm 1520. Hành động này chỉ làm gia tăng sự thù hận, Thụy Điển bỏ ra và liên minh kết thúc vào năm 1523. Thế nhưng Na Uy tiếp tục ở lại và chấp nhận đóng vai chiếu dưới cho Đan Mạch cho tới tận năm 1814.
Iceland hưởng lợi tự sự tách biệt của mình (nằm lẻ loi ngoài biển), và là quốc gia duy nhất không phải hứng chịu dịch bệnh Cái chết Đen. Trong cùng lúc đó thì Na Uy dần mất đi các thuộc địa ở Greenland, có lẽ là vì thời tiết cực kỳ khắc nghiệt trong thế kỷ 15. Đó có thể là do hiệu ứng của Thời kỳ băng hà nhỏ.

### Anh

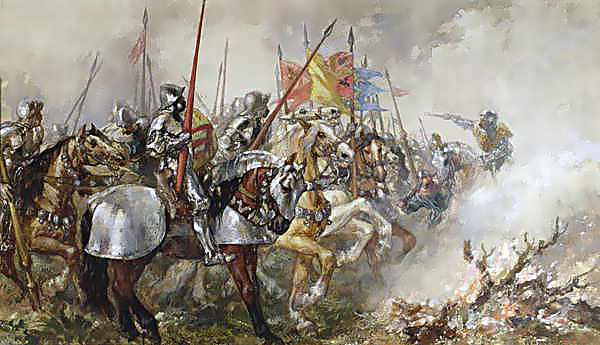
Tranh vẽ vua Henry V trong trận Agincourt bởi Sir John Gilbert

Cái chết của Alexander III của Scotland vào năm 1286 đã đưa quốc gia vào một cuộc tranh chấp kế vị. Vua Anh lúc đó là Edward I khẳng định chủ quyền đối với Scotland, và việc này dẫn đến một loạt những cuộc chiến tranh được gọi chung là Chiến tranh giành độc lập Scotland. Người Anh cuối cùng bị đánh bại và Scotland xây dựng một nhà nước vững mạnh dưới thời nhà Stuart.
Từ năm 1337, sự chú ý của nước Anh xoay sang Pháp trong cuộc Chiến tranh Trăm Năm. Chiến tranh bắt đầu khi vua Edward III của Anh tuyên bố rằng mình mới là người thừa kế hợp pháp cho ngai vàng nước Pháp. Người Anh giành nhiều thắng lợi như trận Crecy và trận Poitiers để tiến sâu vào đất Pháp. Tới thời Henry V thì chiến thắng của ông ở trận Agincourt (1415) đã đẩy hai quốc gia tới chỗ gần như thống nhất. Nhưng rồi sau đó người Anh bắt đầu thua trận và đánh mất gần hết lãnh thổ trên đất Pháp. Thất bại ở Pháp đã dẫn đến những tranh chấp ở quê nhà; cuộc Chiến tranh Hoa Hồng (1455-1485) nổ ra gần như ngay sau khi Chiến tranh Trăm Năm kết thúc, với sự tham gia của hai dòng họ đối địch là nhà York và nhà Lancaster.
Cuộc chiến kết thúc với sự lên ngôi của Henry VII thuộc vương triều Tudor. Henry VII tiếp tục công việc của các vị vua nhà York trước đó là xây dựng một chế độ tập quyền trung ương. Trong cùng lúc đó thì Ireland cũng giành quyền độc lập nhưng vẫn nằm dưới sự bảo hộ của Anh.

Tranh Jeanne d'Arc của Jean Auguste Dominique Ingres

### Pháp
Nhà Valois lên thay nhà Capet vào năm 1328 và phải ngay lập tức đối đầu với những kẻ thù nguy hiểm là người Anh (Chiến tranh Trăm Năm), và sau đó là Công tước xứ Bourgogne (Nội chiến Pháp giữa Armagnac và Burgundy). Thời kỳ thê thảm nhất của người Pháp là từ năm 1415-1435 khi họ bị mất nửa đất nước, bao gồm cả Paris, về tay người Anh và Burgundy. Chỉ khi nữ anh hùng Jeanne d'Arc xuất hiện thì người Pháp mới chiếm lại ưu thế. Mặc dù Jeanne d'Arc bị người Anh hỏa thiêu vào năm 1430 nhưng người Pháp vẫn đi đến thắng lợi cuối cùng trong Chiến tranh Trăm Năm vào năm 1453. Lãnh địa duy nhất mà người Anh còn giữ được trên đất Pháp là Calais, và mãi tới năm 1557 thì Pháp mới chinh phục lại được nơi đây.
Chiến tranh Trăm Năm đã để lại cho nước Pháp những thiệt hại đáng kể, nhưng nó đã giúp xây dựng tinh thần dân tộc của người Pháp và loại trừ tầm ảnh hưởng của người Anh trên đất Pháp. Louis XI lên ngôi từ năm 1461 và là một vị vua thành công. Dưới thời của ông, nước Pháp đã gần như thống nhất, và từ đó phát triển thành một quốc gia tập quyền mạnh mẽ ở châu Âu. Để làm được chuyện đó, Louis XI đã mạnh tay trừng trị các lãnh chúa quý tộc chống lại mình. Cùng lúc đó, Công tước xứ Bourgogne là Charles I (đối thủ chính trị lớn nhất của Louis XI) phải đối mặt với những sự kháng cự trong quá trình củng cố lãnh địa của mình. Khi Charles chết trong trận Nancy (1477), Pháp thu lại vùng đất của Công tước xứ Bourgogne. Thế nhưng hạt Burgundy và vùng Burgundian Netherlands lại rơi vào tay nhà Habsburg, đưa đến nhiều xung đột trong các thế kỷ sau đó.

### Trung Âu
Bohemia vươn lên trong thế kỷ 14 và sắc lệnh Golden Bull vào năm 1356 đã đặt vua Bohemia lên hàng đầu trong số những người được bầu cử Hoàng đế của Đế chế La Mã thần thánh, nhưng rồi cuộc nổi loạn Hussite đã khiến Bohemia lâm vào khủng hoảng. Ngôi hoàng đế của Đế chế La Mã thần thánh được chuyển tới dòng Habsburg vào năm 1438 và được giữ nguyên như vậy tới khi Đế chế tan rã vào năm 1806. Mặc dù có lãnh thổ rộng lớn nhưng Đế chế bị chia năm xẻ bảy, với quyền hành thực sự nằm trong tay của những công quốc cá nhân. Những tổ chức tài chính như Liên minh Hansa và gia đình Fugger cũng nắm giữ những quyền lực quan trọng, cả về mặt kinh tế và chính trị. Không có một vị Hoàng đế nào đủ khả năng để thống nhất Đế chế và xây dựng chế độ tập quyền trung ương như các nước lân bang Anh, Pháp.
Vương quốc Hungary trải qua thời hoàng kim trong thế kỷ 14 với các triều đại của Károly I (1308-1342) và Lajos I (1342-1382). Quốc gia trở nên giàu mạnh và trở thành nguồn cung cấp vàng và bạc chính của châu Âu. Với đội quân to lớn của mình, Louis Đại đế giành thắng lợi trong hàng loạt những chiến dịch quân sự từ Litva tới Nam Italy, từ Ba Lan đến Bắc Hy Lạp. Trong thời gian này thì Ba Lan hướng sự chú ý về phía đông với việc liên minh cùng Litva, tạo nên một khối liên minh có diện tích to lớn. Liên minh này, cùng với sự cải đạo của Litva, đã chấm dứt hoàn toàn thời đại của các ngoại giáo ở châu Âu.
Louis không để lại người con trai nào sau khi ông chết và ngôi vua Hungary được trao tới Sigismund xứ Luxemburg. Nhiều quý tộc Hungary bất mãn với việc này và gây nội chiến, thế nhưng Sigismund cuối cùng đã giành chiến thắng. Sigismund là một vị vua quyền lực, ông đã tạo ra nhiều cải cách trong hệ thống luật pháp Hungary và cho tái xây dựng những cung điện ở Buda và Visegrád, được xem là một trong những công trình tráng lệ nhất ở châu Âu. Dưới thời của ông, người Hungary phải chiến đấu với người Hussite và một Đế chế Ottoman đang trỗi dậy. Một lần nữa Hungary lại đóng vai trò làm tấm lá chắn ở phía đông nam cho châu Âu Công giáo, như đã từng chống chọi lại người Mông Cổ trong thế kỷ trước. Liên quân Hungary-Pháp thất bại trong trận Nicopolis (1396), nhưng trong những năm sau đó thì Sigismund đã kiềm chế được người Thổ.
Quốc vương Matthias Corvinus của Hungary (ở ngôi 1458-1490) nắm giữ trong tay một đội quân hùng hậu nhất vào thời ấy, và ông đã dùng nó để chinh phục Bohemia, Áo và chiến đấu với Đế chế Ottoman. Thời thịnh trị của người Hungary đi tới chỗ kết thúc vào đầu thế kỷ 16 khi vua Louis II của Hungary tử trận trong trận Mohács (1526). Hungary sau đó rơi vào một chuỗi những khủng hoảng và bị xâm chiếm.

### Đông Âu
Vào thế kỷ 13 thì Kievan Rus' đã sụp đổ vì cuộc xâm lăng của người Mông Cổ. Trong khoảng trống mà quốc gia này để lại đã chứng kiến sự trỗi dậy của Đại Công quốc Moscow, thế lực đã giành chiến thắng trước Kim Trướng hãn quốc trong trận Kulikovo (1380). Chiến thắng này chưa chấm dứt được sự thống trị của người Tartar trong vùng, và người hưởng lợi nhiều nhất là Litva khi mở rộng được tầm ảnh hưởng về phía đông.
Tới thời của Ivan Đại đế (1462-1505), Moscow mới thực sự trở thành một thế lực lớn trong vùng, và sự sáp nhập Novgorod vào năm 1478 đã đặt nền móng cho một nhà nước Nga. Sau khi Constantinopolis sụp đổ vào năm 1453, người Nga xem mình như là người thừa kế của Đế chế Byzantine và Chính thống giáo Đông phương. Họ gọi Moskva là "Thành Rome đời thứ ba" và những vị vua Nga xưng danh hiệu là Sa hoàng.

### Đế chế Byzantine và vùng Balkan

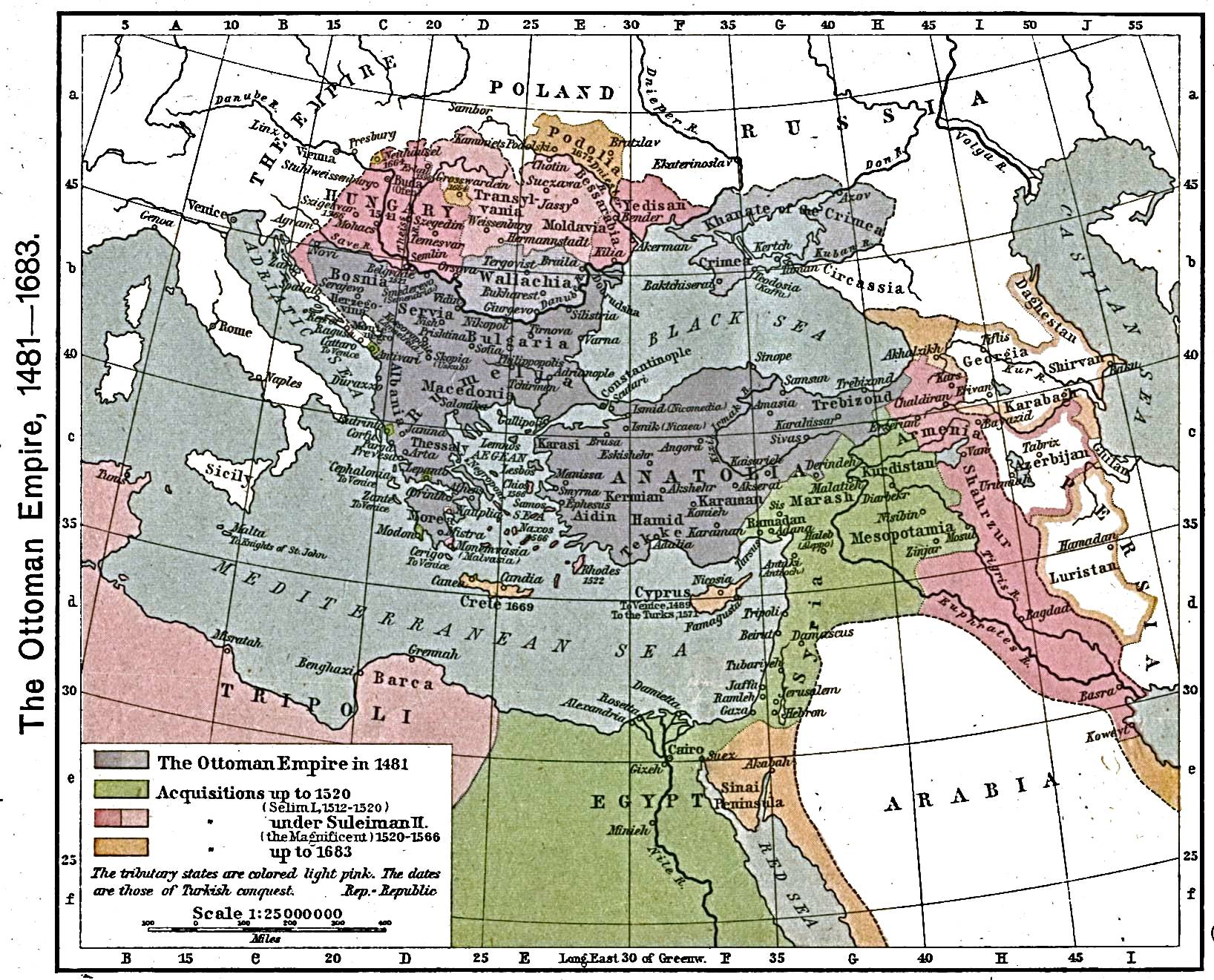
Sự mở rộng của Đế chế Ottoman trong 1481-1683.

Đế chế Byzantine từng một thời gian dài thống trị vùng đông Địa Trung Hải cả về chính trị lẫn văn hóa. Nhưng tới thế kỷ 14 này thì nó đã suy yếu trầm trọng trước sự bành trướng của Đế chế Ottoman và chỉ còn giữ được Constantinopolis cùng một vài vùng đất ở Hy Lạp. Và tới năm 1453 thì thành Constantinopolis vĩ đại cuối cùng cũng bị Mehmed II đánh chiếm. Đó là sự kết thúc của một Đế chế đã tồn tại gần 1000 năm, và nếu ta xem Đế chế Byzantine (còn gọi là Đế chế Đông La Mã) là sự tiếp nối của Đế chế La Mã thì sự trường tồn của nó còn lâu hơn như vậy nhiều.
Đế chế Bulgaria cũng suy sụp trong thế kỷ 14. Những người Serbia chiến thắng người Bulgaria trong trận Velbazhd (1330), nhưng sự cai trị của họ cũng rất ngắn ngủi. Liên quân vùng Balkan do những người Serbia lãnh đạo bị Ottoman đánh tan trong trận Kosovo (1389), với cái chết của rất nhiều quý tộc Serbia. Serbia đầu hàng người Thổ vào năm 1459, và tới lượt Bosnia cùng Albania cũng bị khuất phục vào năm 1463 và 1479. Belgrade (thuộc Hungary) là thành phố cuối cùng ở Balkan rơi vào tay Đế chế Ottoman vào năm 1521. Khi kết thúc thời Trung Cổ. toàn bộ bán đảo Balkan đã nằm dưới sự cai trị hoặc là chư hầu của Đế chế Ottoman.
Sau khi chinh phục tất cả những đối thủ trong khu vực, Đế chế Ottoman được nhìn nhận như một thế lực to lớn nằm chắn ngay vị trí giao nhau giữa ba lục địa Âu, Á, Phi. Quân đội của người Thổ có kỷ luật và trình độ cao, trong khi hạm đội mạnh mẽ của họ có mặt từ Biển Đen tới Địa Trung Hải, từ Biển Aegean tới Biển Đỏ. Sự hùng cứ của Đế chế Ottoman thường được xem là nguyên nhân đã cản trở sự thông thương đường bộ giữa châu Âu và châu Á. Điều đó có thể đã dẫn đến việc các nước châu Âu phải tiến hành những cuộc thám hiểm bằng đường biển để tới phương Đông.

### Nam Âu

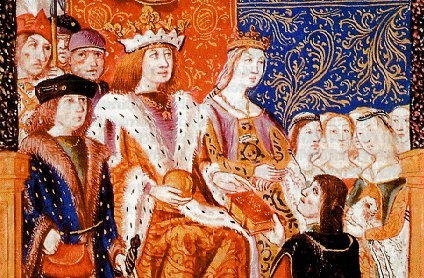
Vua Ferdinand và Nữ hoàng Isabella trên ngai vàng

Avignon là nơi cư ngụ của các Giáo hoàng từ 1309 đến 1376. Sau khi Giáo hoàng trở về Roma vào năm 1378, Nước Giáo hoàng phát triển thành một chính quyền thế tục, lên tới đỉnh điểm với sự tha hóa đạo đức trong thời của Alexander VI. Florence nổi lên trong số các thành phố Italy nhờ vào việc giao thương buôn bán, và gia đình Medici đã trở thành những nhà bảo trợ quan trọng cho phong trào Phục hưng. Một số thành phố khác ở Bắc Italy cũng mở rộng lãnh thổ và củng cố quyền lực, như Milan và Venice. Ở Nam Italy, chiến tranh Buổi cầu kinh chiều Sicilia đã chia cắt vùng này thành vương quốc Aragon xứ Sicilia và vương quốc Anjou xứ Naples. Tới năm 1442 thì hai vương quốc được sáp nhập dưới sự thống trị của phía Aragon.
Trên bán đảo Iberia, cuộc hôn nhân của Isabella I xứ Castile và Ferdinand II xứ Aragon vào năm 1469 đã đưa đến sự hợp nhất của hai quốc gia Công giáo có thế lực nhất lúc bấy giờ là Castile và Aragon, mở đường cho sự thành lập vương quốc Tây Ban Nha thống nhất. Vương quốc Hồi giáo Granada bị chinh phục vào năm 1492, qua đó quá trình Reconquista cũng được hoàn thành. Dưới thời Isabella đã đặt nền móng cho một cường quốc trên biển về sau này. Tây Ban Nha và Bồ Đào Nha là hai quốc gia đi đầu trong những cuộc thám hiểm hàng hải. Hoàng tử Henry Nhà hàng hải của Bồ Đào Nha là người đã thám hiểm dọc bờ biển châu Phi trong thế kỷ 14, và Vasco da Gama đã đi vòng qua châu Phi để đến Ấn Độ vào năm 1498. Bên phía Tây Ban Nha, Isabella chi tiền cho Columbus tìm đường tới Ấn Độ bằng cách đi về phía tây, và kết quả của chuyện này lại là việc vô tình tìm ra châu Mỹ (1492).

## Xã hội

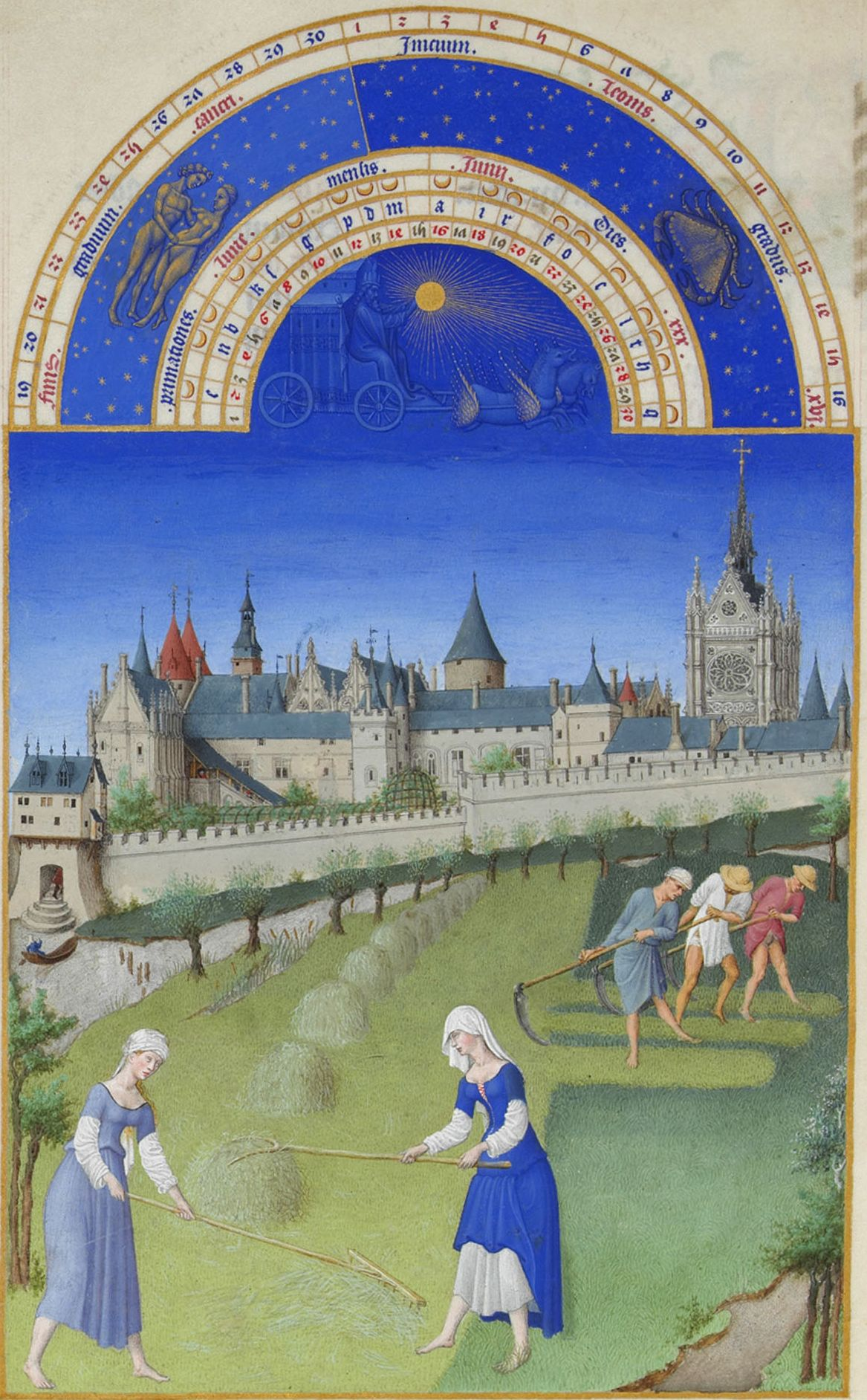
Những nông dân làm việc bên ngoài tường thành (thuộc bộ Très Riches Heures du duc de Berry)

Từ khoảng năm 1300-1350, Thời kỳ ấm Trung Cổ nhường chỗ cho Thời kỳ băng hà nhỏ. Khi hậu lạnh hơn đã gây nên những cuộc khủng hoảng trong nông nghiệp, bắt đầu bằng Nạn đói lớn 1315-1317. Nạn đói này chưa ảnh hưởng nặng nề đến dân số bằng những trận dịch bệnh của thế kỷ sau, cụ thể là Cái chết Đen. Con số thống kê cho thấy đã có dao động khoảng từ một phần ba đến 60% dân số bị chết trong đại dịch này. Khoảng năm 1420, những trận dịch bệnh tái đi tái lại và những nạn đói đã làm dân số châu Âu có lẽ chỉ còn bằng một phần ba so với thế kỷ trước. Làm trầm trọng thêm cho những tai ương tự nhiên là những cuộc xung đột vũ trang; cụ thể là trường hợp của nước Pháp trong Chiến tranh Trăm Năm.
Khi dân số châu Âu sụt giảm, đất đai trở nên thừa thãi hơn cho những còn người sống, và do đó tiền thuê nhân công cũng đắt hơn trước. Những biện pháp của các chủ đất để buộc hạ thấp tiền công, ví dụ như Quy chế Người Lao động vào năm 1351 ở Anh, đều bị thất bại. Chúng chỉ đưa tới những sự giận dữ trong tầng lớp nông dân và hậu quả là những cuộc nổi loạn như phong trào Jacquerie vào năm 1358 ở Pháp và cuộc nổi loạn nông dân vào năm 1381 ở Anh. Kết cục của nó là sự chấm dứt của giai cấp nông nô ở Tây Âu. Trái lại, ở Đông Âu, các chủ đất đã lợi dụng được tình hình này để đàn áp nông dân thậm chí còn khắc nghiệt hơn.
Cho tới giữa thế kỷ 14, châu Âu trải qua một quá trình đô thị hóa từ từ. Mặc dù những thành phố đã bị hư hao nhiều bởi Cái chết Đen nhưng vai trò trung tâm của các vùng thành thị trong việc giáo dục, thương mại và đảm bảo cho chính phủ vẫn tiếp tục phát triển. Tới khoảng năm 1500, Venice, Milan, Naples, Paris và Constantinopolis đều có khoảng trên 100.000 dân. 22 thành phố khác có trên 40.000 dân; hầu hết trong số đó là ở Italy và bán đảo Iberia, nhưng một số khác thì ở Pháp, Đế chế La Mã thần thánh, Các nước vùng thấp (nay là Hà Lan, Bỉ, v.v...) và cộng thêm London ở Anh.
Những biến động gây ra bởi Cái chết Đen đã đẩy nhiều nhóm nhỏ trong xã hội vào chỗ nguy hiểm, đặc biệt là người Do Thái. Họ thường bị đổ vấy là những kẻ gây ra các tai ương, và đã có những cuộc thảm sát Do Thái diễn ra trên toàn châu Âu, như vụ giết hại 2000 người Do Thái vào tháng 2 năm 1349 ở Strasbourg. Người Do Thái cũng bị trục xuất khỏi Anh vào năm 1290, Pháp vào năm 1306, Tây Ban Nha vào năm 1492 và Bồ Đào Nha vào năm 1497. Giai đoạn này cũng chứng kiến vị thế của phụ nữ được nâng lên đáng kể. Những thay đổi trong xã hội đã tạo cơ hội cho phụ nữ tham gia vào các hoạt động thương mại, học hành và tôn giáo. Có những người phụ nữ đã để lại dấu ấn không thể phai mờ trong lịch sử như nữ anh hùng Jeanne d'Arc của Pháp và Nữ hoàng Isabella của Tây Ban Nha. Tuy nhiên cũng có nhiều phụ nữ đã bị sát hại và hành hạ trong phong trào săn phù thủy.

## Những tiến bộ quân sự

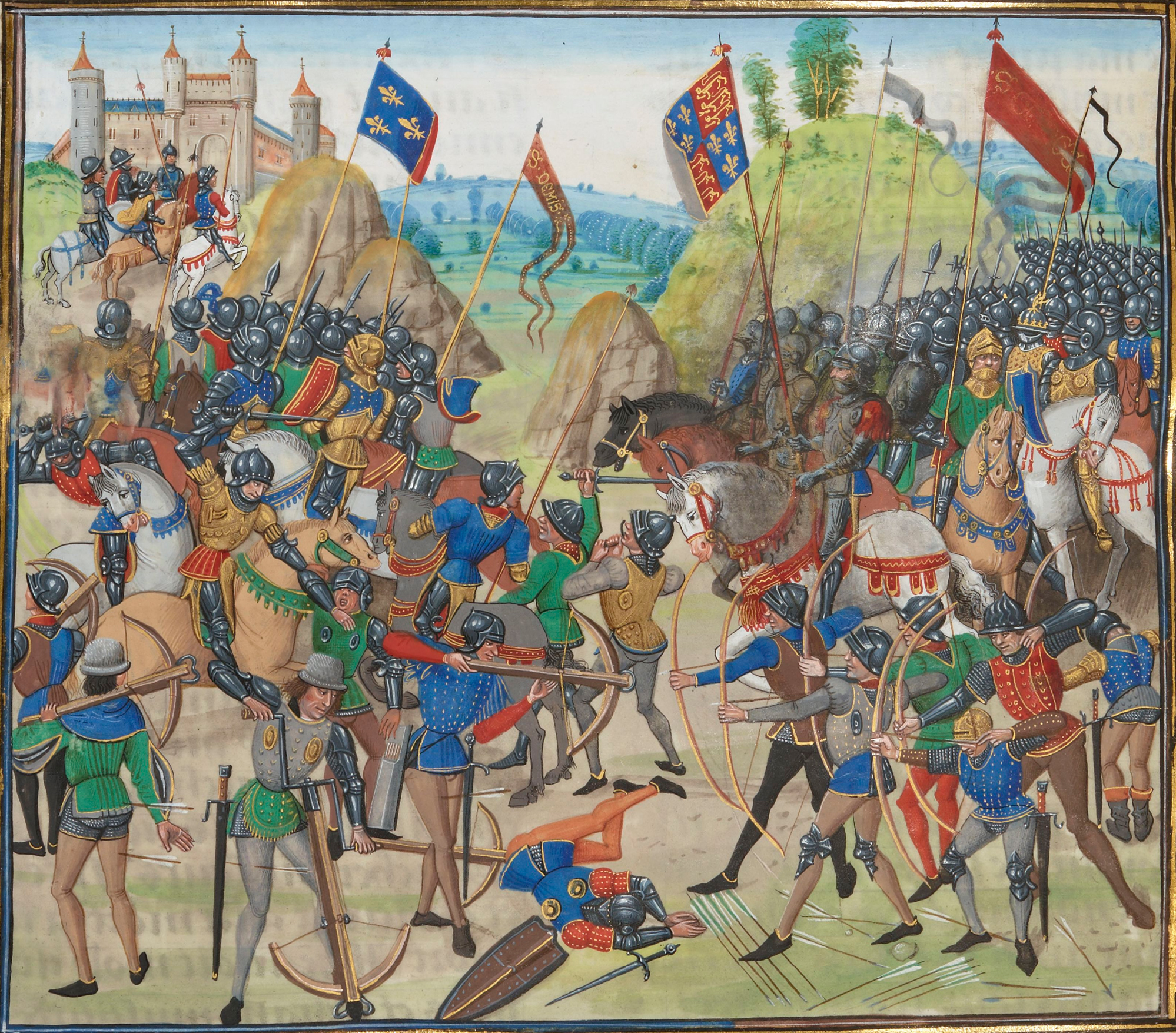
Hình minh họa trận Crecy. Chiến tranh Trăm Năm là nơi diễn ra rất nhiều tiến bộ quân sự.

Qua những trận chiến như trận Courtrai (1302), trận Bannockburn (1314), và trận Morgarten (1315), các nhà thống trị hiểu rõ rằng ưu thế quân sự của kỵ binh đã không còn nữa, và một đội bộ binh được trang bị kỹ lưỡng dần trở nên thông dụng hơn. Cung tên dài cũng là một vũ khí lợi hại, đó là thứ mà người Anh đã dùng để chiếm ưu thế trước Pháp trong Chiến tranh Trăm Năm.
Sự xuất hiện của thuốc súng đã ảnh hưởng mạnh mẽ tới cách thức tiến hành những cuộc chiến tranh. Mặc dù người Anh đã dùng nó từ trận Crecy (1346), nhưng phải tới khi những khẩu thần công xuất hiện và trở thành vũ khí công thành thì các thay đổi to lớn mới diễn ra; cấu trúc của các công sự phòng thủ đã phải thay đổi để thích hợp với thời cuộc.
Những sự thay đổi cũng diễn ra với cách thức tuyển quân và thành phần của quân đội. Kiểu tuyển mộ quân đội bằng cách kêu gọi được dần dần thay thế bằng những đơn vị quân đội được trả lương đến từ trong nước hoặc lính đánh thuê nước ngoài. Edward III của Anh và các thành phố tự do ở Italy đi đầu trong việc thực hiện phương thức này. Thời kỳ này cũng chứng kiến sự xuất hiện đội quân thường trực đầu tiên, đó là từ nhà Valois nước Pháp trong Chiến tranh Trăm Năm.
Đi cùng với những tiến bộ quân sự là sự hình thành các luật lệ hiệp sĩ phức tạp hơn trong tầng lớp chiến binh. Nét mới này có thể xem như là kết quả của việc giảm bớt vai trò quân sự của giới quý tộc và dần dần tách hẳn khỏi nguồn gốc quân đội của nó. Tinh thần hiệp sĩ được thể hiện qua các hội hiệp sĩ mới và ít mang tính tôn giáo hơn, như Hội Thánh George do Károly I của Hungary thành lập vào năm 1325 và Hội Garter của Edward III vào năm 1348.

## Tôn giáo

Sự phân chia ủng hộ trong cuộc ly giáo.

### Cuộc ly giáo phía Tây
Sự khống chế ngày càng tăng của các vua Pháp đối với Giáo hoàng đã đưa đến việc ngôi vị Giáo hoàng chuyển tới Avignon vào năm 1309. Khi Giáo hoàng trở về Roma vào năm 1377, những mâu thuẫn đã dẫn tới sự xuất hiện của hai Giáo hoàng khác nhau ở Rome và Avignon, kết quả là Cuộc ly giáo phía Tây (1378-1417). Pháp, Scotland và các nước về sau hợp nhất thành Tây Ban Nha cùng ủng hộ Giáo hoàng Avignon, trong khi Anh, Bồ Đào Nha, Scandinavia và hầu hết các lãnh chúa Đức ủng hộ Giáo hoàng Rome.
Tại Hội nghị Constance do Quốc vương Sigismund (sau là Hoàng đế Đế chế La Mã thần thánh) chủ trì, ngôi vị Giáo hoàng một lần nữa được thống nhất và trả về Rome. Mặc dù vậy nhưng cuộc ly giáo phía Tây đã để lại một số tổn hại đáng kể cho Giáo hội. Những đấu đá nội bộ đã làm yếu đi lời khẳng định vị thế đứng đầu Công giáo của họ và đưa đến những sự chống đối thuyết giáo quyền, mở đường cho các phong trào kháng cách.

### Các hoạt động cải cách

#### John Wycliffe
Mặc dù Giáo hội Công giáo đã từ lâu chống lại các tư tưởng không chính thống, trong giai đoạn cuối Trung Cổ này thì nó lại xuất hiện những đòi hỏi cho việc cải cách từ bên trong. Người đi tiên phong trong phong trào này là giáo sư Oxford John Wycliffe. Wycliffe cho rằng Kinh Thánh phải là tài liệu đáng tin cậy duy nhất cho những câu hỏi về tôn giáo. Ông chống lại những quan niệm về sự hóa thể, không lập gia đình, và sự xá tội. Mặc dù có những nhà bảo trợ có thế lực nhưng phong trào này không tồn tại được lâu.

#### Jan Hus
Hôn nhân của Richard II của Anh và Anne của Bohemia, Vương hậu Anh đã tạo ra mối liên hệ giữa hai quốc gia và đưa ý tưởng của những người Lollard (những người tin theo John Wycliffe) thâm nhập vào đây. Những bài thuyết giảng của vị linh mục người Séc là Jan Hus được dựa trên nền tảng của Wycliffe, và những người tin theo ông ta (được gọi là những người Hussite) thì có tầm ảnh hưởng lớn hơn nhiều so với những người Lollard. Vào năm 1414, Hus yêu cầu được xuất hiện tại Hội nghị Constance để bảo vệ lập trường của mình. Khi ông bị hỏa thiêu vào năm 1415, sự việc này đã đưa đến những cuộc nổi dậy của người Hussite.

#### Martin Luther

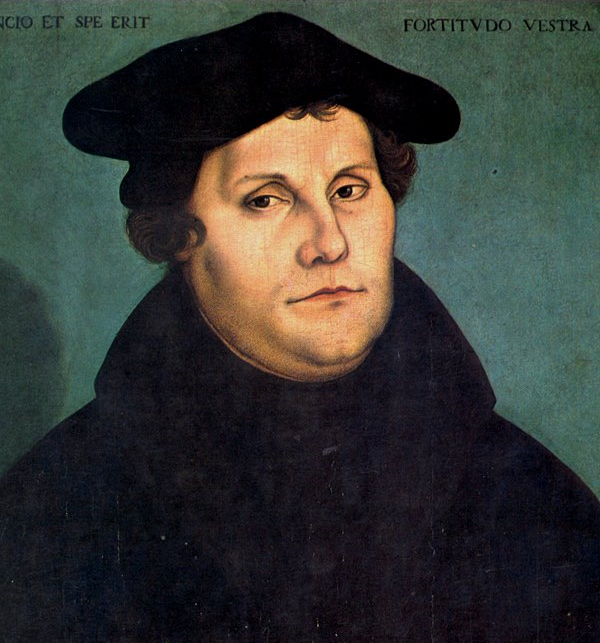
Tranh Martin Luther bởi Lucas Cranach. Phong trào cải cách Kháng Cách là một bước quan trọng trên con đường xuất hiện nhà nước chủ quyền.

Mặc dù đúng ra là nằm ngoài thời Trung Cổ (về mặt thời gian), nhưng phong trào Kháng Cách của Martin Luther đã chính thức chấm dứt sự thống nhất của Giáo hội, một trong những đặc tính tiêu biểu của thời kỳ Trung Cổ.
Martin Luther là một tu sĩ người Đức. Ông cho rằng việc bán phép giải tội (tiếng Anh: indulgence) của Giáo hội chẳng có ích lợi gì cho việc cứu rỗi linh hồn ngoài mục đích làm đầy túi các chức sắc của Giáo hội. Luther treo bản 95 luận đề lên nhà thờ ở Wittenberg vào ngày 31 tháng 10 năm 1517 để phản biện lại Giáo hội. Ngay tức khắc các luận đề này được dịch từ tiếng Latinh sang tiếng Đức, được in ấn, và phổ biến. Đây là cuộc tranh luận đầu tiên trong lịch sử có sự hỗ trợ của máy in. Chỉ trong vòng hai tuần lễ chúng đã được phổ biến rộng rãi trên toàn nước Đức, và chỉ trong hai tháng chúng có mặt trên toàn lãnh thổ châu Âu.
Sau đó, Martin Luther bắt đầu bác bỏ quyền lực tuyệt đối của Giáo hoàng, còn Giáo hội quy ông là dị giáo. Theo Luther, con người có thể được cứu rỗi bởi niềm tin vào Thiên chúa mà không cần vai trò trung gian của giáo hội. Các tác phẩm của Martin Luther ngày càng được phổ biến rộng rãi hơn, lan truyền đến Pháp, Anh, và Ý và đã có nhiều sinh viên tìm đến Wittenberg để nghe các bài thuyết giảng của ông và Philipp Melanchthon. Tại Hội nghị Worms (1521), ông bị yêu cầu phải bác bỏ các ý tưởng của mình. Khi từ chối, Martin Luther bị Hoàng đế Karl V của Thánh chế La Mã đặt ra ngoài vòng pháp luật. Trong thời gian lẩn trốn, ông đã dịch Kinh Thánh sang tiếng Đức. Tư tưởng của ông đã dẫn đến sự hình thành những trào lưu mới trong Công giáo, và bản dịch Kinh Thánh của ông còn là một đóng góp không nhỏ vào nền văn hóa Đức.
Nhiều nhà cầm quyền thế tục xem phong trào Kháng Cách như là cơ hội để thoát khỏi những ràng buộc với Giáo hội và mở rộng sự thịnh vượng cũng như là tầm ảnh hưởng. Giáo hội đáp trả bằng cách hoạt động chống kháng cách. châu Âu bị chia thành phía Bắc theo Kháng Cách và phía Nam theo Giáo hội, điều này đã đưa tới những cuộc chiến tranh tôn giáo trong thế kỷ 16 và 17.

## Thương mại

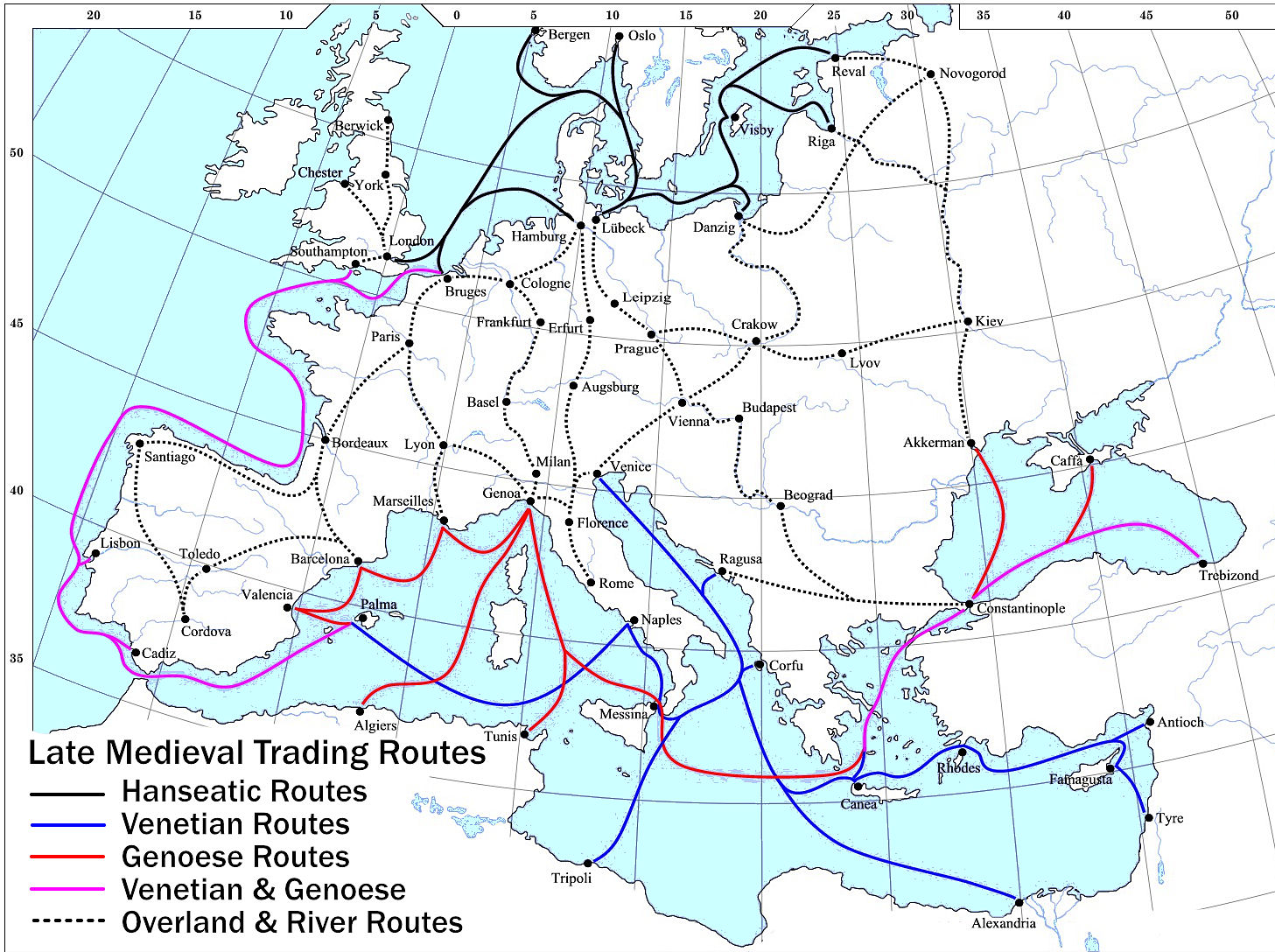
Các tuyến đường buôn bán chính vào giai đoạn cuối Trung Cổ Đen: Liên minh Hansa, xanh: Venice, đỏ: Genoa, tìm: Venice và Genoa, nét chấm: trên bộ và trên sông.

Sự thống trị của Đế chế Ottoman ở phía đông Địa Trung Hải đã trở thành trở ngại cho các quốc gia Công giáo, khiến họ phải đi tìm những tuyến đường khác. Người Bồ Đào Nha và Tây Ban Nha khám phá ra con đường đi vòng qua phía nam châu Phi để tới Ấn Độ và xuyên Đại Tây Dương để tới châu Mỹ. Khi các thương nhân Genoa và Venice tìm được con đường biển để giao thương trực tiếp với Flanders thì hội chợ trao đổi hàng hóa ở Champagne đã bị mất đi giá trị.
Trong cùng lúc đó, người Anh chuyển từ xuất khẩu len thô sang vải, kết quả là làm ngành công nghiệp dệt ở Các nước vùng thấp thiệt hại nặng nề. Ở biển Baltic và biển Bắc, liên minh Hansa đạt tới đỉnh cao vào thế kỷ 14, nhưng suy yếu trong thế kỷ 15.
Trong thế kỷ 13 và 14 diễn ra một quá trình được các nhà sử học gọi là 'cuộc cách mạng thương mại', chủ yếu là ở Italy và một phần ở Đế chế La Mã thần thánh. Những hình thức quan hệ đối tác mới và vấn đề bảo hiểm đã đưa đến việc giảm thiểu rủi ro trong việc buôn bán, trong khi các cách thức kiểm toán và giao dịch mới cũng góp phần vào những tiến bộ của thời kỳ này.
Với sự phát triển về tài chính, các quyền lợi kinh doanh dần rơi vào tay những thương nhân đứng đầu. Các thành thị chứng kiến sự phát triển của các phường hội, trong khi nhiều tập đoàn được phép độc quyền trên các tuyến đường buôn bán, như hệ thống Staple trong ngành vải vóc của Anh. Nguồn lợi từ những điều này đưa tới một lượng của cải to lớn. Những gia đình như nhà Fugger ở Đức, nhà Medici ở Italy, nhà de la Pole ở Anh, và những cá nhân như Jacques Coeur ở Pháp đã ủng hộ tài chính cho những cuộc chiến tranh và có được tầm ảnh hưởng về mặt chính trị.
Mặc dù những cuộc khủng hoảng về nhân khẩu vào thế kỷ 14 hẳn nhiên là đã gây ra những sự suy giảm mạnh mẽ trong sản xuất và buôn bán, có một cuộc tranh luận sôi nổi rằng liệu sự xuống dốc về tài chính có vượt quá sự sụt giảm dân số hay không. Quan niệm trước kia cho là sự phát triển nghệ thuật trong thời Phục hưng có nguồn gốc sự dư dả trong đời sống, thế nhưng những nghiên cứu gần đây cho rằng đã có một cuộc suy thoái kinh tế trong thời Phục hưng. Kết luận chính xác về chuyện này vẫn chưa rõ.

## Khoa học và nghệ thuật
Trong thế kỷ 14, sự thống trị của triết học kinh viện bị thách thức bởi khuynh hướng chủ nghĩa nhân văn. Mặc dù khởi đầu chỉ là một nỗ lực để phục hồi các ngôn ngữ cổ đại, khuynh hướng này đã dẫn tới những tiến bộ trong các ngành khoa học, nghệ thuật và văn học. Nó được tiếp lửa bởi những học giả Byzantine chạy sang phía tây tìm nơi trú ẩn sau sự sụp đổ của thành Constantinopolis vào năm 1453.
Trong khoa học, những ý tưởng của các tác giả uy tín thời cổ đại như Aristotle lần đầu tiên được đưa ra bàn cãi sau một thời gian dài được mặc nhiên xem là chân lý. Mặc dù cuộc Phục hưng trong thế kỷ 15 chỉ mang tính địa phương, chủ yếu là ở các thành phố tự do ở Bắc Italy, nhưng các tiến bộ về nghệ thuật còn diễn ra ở nhiều nơi xa hơn về phía bắc, cụ thể là Hà Lan.

Phát minh máy in của Johann Gutenberg được xem là một trong những thành tựu công nghệ có ảnh hưởng mạnh mẽ nhất đến lịch sử.

### Triết học, khoa học và công nghệ
Trường phái triết học thống lĩnh trong thế kỷ 13 là học thuyết của Thomas Aquinas dung hòa giữa tư tưởng Aristotle và thần học Công giáo. Các tư tưởng ngoài luồng đều có thể bị xem là dị giáo. Một giải pháp tiến bộ được William xứ Ockham đưa ra, đó là phải tách biệt rõ ràng giữa thế giới của lý trí và thế giới của niềm tin. Ockham đề ra nguyên lý Occam, trong đó một lý thuyết đơn giản sẽ được ưu tiên hơn một lý thuyết phức tạp, và phải tránh suy đoán về các hiện tượng không quan sát được.
Cách tiếp cận mới này giải phóng những suy xét khoa học khỏi những sự hạn chế giáo điều của tư tưởng Aristotle và mở đường cho những phát triển mới, đặc biệt là trong lĩnh vực nghiên cứu lý thuyết chuyển động với Jean Buridan, Nicole Oresme và Các nhà tính toán của Oxford. Buridan đề ra lý thuyết về sức đẩy, một bước quan trọng để tiến tới khái niệm quán tính về sau này. Những công trình của các học giả này đã chuẩn bị trước cho thuyết lấy mặt trời làm trung tâm của Nicolaus Copernicus.
Các phát minh công nghệ trong thời kỳ này, dù là được nghiên cứu ở châu Âu hay du nhập từ Ả Rập và Trung Quốc, đều có những ảnh hưởng to lớn lên chính trị và xã hội, cụ thể là thuốc súng, máy in và la bàn. Thuốc súng đã làm thay đổi quân đội, việc in ấn không chỉ đã giúp sức cho phong trào Kháng Cách mà ở góc nhìn rộng hơn thì nó đã đưa tới cho mọi người cơ hội được tiếp cận với kiến thức, còn la bàn đã giúp nhiều cho việc hàng hải để mở ra một kỷ nguyên thám hiểm và chinh phục thuộc địa sau này. Một số phát minh khác có tác động lớn hơn đến đời sống hàng ngày như mắt kính và đồng hồ chạy bằng sức nặng.

### Nghệ thuật thị giác và kiến trúc
Tiền thân của nghệ thuật Phục hưng có thể được thấy ở các tác phẩm của Giotto vào đầu thế kỷ 14. Giotto là họa sĩ đầu tiên từ thời cổ đại cố gắng tái hiện lại hiện thực ba chiều và thể hiện những cảm xúc đích thực của con người. Tuy nhiên những tiến bộ quan trọng nhất thì phải chờ đến thế kỷ 15 ở thành phố Florence. Sự bảo trợ mạnh tay của tầng lớp thương nhân (như gia đình Medici) đã giúp nghệ thuật có cơ hội phát triển.

Bức tranh Sự than khóc của Giotto thể hiện không gian ba chiều.

Thời kỳ này đã chứng kiến nhiều tiến bộ về kỹ thuật như cách kẻ đường dựng hình của Masaccio và Brunelleschi. Qua nghiên cứu giải phẫu cơ thể người, đi đầu là Donatello, đã tạo ra độ hiện thực cao hơn cho các tác phẩm. Khi trung tâm của phong trào Phục hưng chuyển về Rome, nó lên tới cực điểm với các bậc thầy như Leonardo da Vinci, Michelangelo và Raphael. Các ý tưởng Phục hưng ở Italy sau đó vượt dãy Alps để tới phía bắc, cụ thể là Các nước vùng thấp với Jan van Eyck là nghệ sĩ tiêu biểu. Mặc dù vậy thì hội họa ở Hà Lan vào thời kỳ này vẫn chú trọng vào bố cục và bề mặt hơn là những kết cấu lý tưởng hóa của Italy.
Về mặt kiến trúc, các nước phía Bắc châu Âu vẫn sử dụng chủ yếu là kiến trúc Gothic, trong khi ở Italy, một hướng đi mới đã được mở ra và được truyền cảm hứng từ các ý tưởng cổ đại. Những công trình tiêu biểu của thời này gồm có Santa Maria del Fiore ở Florence với tháp đồng hồ của Giotto, cổng rửa tội của Ghiberti và mái vòm nhà thờ của Brunelleschi.

### Văn học
Tiến bộ quan trọng nhất trong văn học giai đoạn cuối Trung Cổ là việc sử dụng ngôn ngữ mẹ đẻ (nhưng điều này không có nghĩa là quay lưng hoàn toàn với tiếng Latinh). Một số tác phẩm tiêu biểu có thể kể tới như Thần khúc (La Divina Commedia) của Dante Alighieri, Decameron của Giovanni Boccaccio và Canzoniere của Petrarch. Ba tác gia nói trên đã tạo ra hệ ngôn ngữ Tuscan làm nền tảng cho tiếng Italy hiện đại. Phong cách văn học mới này lan đến Pháp (với Eustache Deschamps và Guillaume de Machaut), Anh (với Geoffrey Chaucer), Bohemia, Byzantine, Baltic và những vùng của người Slavs.

### Âm nhạc
Âm nhạc là một phần quan trọng của cả nền văn hóa thế tục và tôn giáo, và được giảng dạy như một nghệ thuật trong các trường đại học. Từ năm 1330 xuất hiện trường phái phức điệu, một sự kết hợp phức tạp hơn của các âm sắc đơn lẻ. Một số nhà soạn nhạc tiêu biểu trong thời kỳ này là Philippe de Vitry, Guillaume de Machaut, Giovanni da Cascia, Jacopo da Bologna và Francesco Landini.

## Những tranh luận về lịch sử
Các sử gia vào thế kỷ 18 nghiên cứu về thế kỷ 14 và 15 cho rằng trung tâm của nó là sự Phục hưng với sự tái khám phá các kiến thức cổ đại và sự xuất hiện ý thức cá nhân. Thế nhưng cũng có những tranh luận rằng thế kỷ 12 mới là thời kỳ của những tiến bộ lớn lao hơn về mặt văn hóa. Một cuộc tranh luận khác là về kinh tế và nhân khẩu học, với Johan Huizinga cho rằng giai đoạn cuối Trung Cổ là một thời đại của suy thoái và khủng hoảng chứ không phải hồi sinh.
Henri Pirenne là người đã đưa ra cách chia thời Trung Cổ thành ba giai đoạn đầu, giữa và cuối Trung Cổ, và ngày nay nó được chấp nhận phổ biến. Mặc dù vậy nhưng các nghiên cứu sử học ở Italy tránh dùng từ giai đoạn cuối Trung Cổ vì theo họ thì giai đoạn này đã thoát khỏi đêm đen của thời Trung Cổ. Ta nên hiểu là điều kiện sống rất khác nhau ở phía bắc và nam dãy Alps, và thuật ngữ "Phục hưng" có thể đúng khi miêu tả một số tiến bộ về khoa học, nghệ thuật, văn hóa, nhưng không phải là xu hướng quyết định trong thời kỳ này. Bên cạnh sự phục hưng thì còn có sự mất đi tính thống nhất của Giáo hội, sự suy giảm về dân số và sự xuất hiện của nhà nước quốc gia.